# Карлайл (Айова)
Карлайл (англ. Carlisle) — місто (англ. city) в США, в округах Воррен і Полк штату Айова. Населення — 4160 осіб (2020).

## Географія
Карлайл розташований за координатами 41°30′49″ пн. ш. 93°29′49″ зх. д. / 41.51361° пн. ш. 93.49694° зх. д. (41.513613, -93.496853).  За даними Бюро перепису населення США в 2010 році місто мало площу 14,41 км², з яких 14,40 км² — суходіл та 0,01 км² — водойми.

## Демографія
Згідно з переписом 2010 року, у місті мешкало 3876 осіб у 1474 домогосподарствах у складі 1056 родин. Густота населення становила 269 осіб/км².  Було 1524 помешкання (106/км²).
Расовий склад населення:
| - 96,7 % — білих - 0,5 % — азіатів - 0,4 % — чорних або афроамериканців - 0,1 % — корінних американців |

До двох чи більше рас належало 1,9 %. Частка іспаномовних становила 2,0 % від усіх жителів.
За віковим діапазоном населення розподілялося таким чином: 28,9 % — особи молодші 18 років, 56,4 % — особи у віці 18—64 років, 14,7 % — особи у віці 65 років та старші. Медіана віку мешканця становила 37,5 року. На 100 осіб жіночої статі у місті припадало 93,2 чоловіків;  на 100 жінок у віці від 18 років та старших — 89,5 чоловіків також старших 18 років.
Середній дохід на одне домашнє господарство  становив 66 907 доларів США (медіана — 57 794), а середній дохід на одну сім'ю — 78 616 доларів (медіана — 74 375). Медіана доходів становила 52 835 доларів для чоловіків та 41 042 долари для жінок. За межею бідності перебувало 6,5 % осіб, у тому числі 5,8 % дітей у віці до 18 років та 5,0 % осіб у віці 65 років та старших.
Цивільне працевлаштоване населення становило 1990 осіб. Основні галузі зайнятості: освіта, охорона здоров'я та соціальна допомога — 21,2 %, фінанси, страхування та нерухомість — 16,0 %, роздрібна торгівля — 15,3 %.